# Португальский язык в Сан-Томе и Принсипи
Португальский язык в Сан-Томе и Принсипи (порт. português são-tomense) — один из национальных вариантов португальского языка, официальный язык республики Сан-Томе и Принсипи — самой маленькой португалоязычной стране в мире. Португальским в той или иной степени владеют 95 % населения, в основном как вторым языком; для более 50 % он является первым языком. Остальная часть населения говорит на нижнегвинейском креольском языке (на основе португальского).
Местный вариант португальского языка содержит много архаичных черт в фонетике, лексике, грамматике и синтаксисе, сходных с бразильским вариантом португальского языка. Бразильский вариант португальского был до недавнего времени распространен среди высшего и среднего класса, в настоящее время используется представителями нижнего и среднего классов, в то время как высший класс часто использует произношение, характерное для европейского варианта португальского. Одной из его основных характеристик является картавость: слияние [ʁ] и [ɾ] в [ʁ], произносится как правило, как слабое [ʁ̞]. Дифтонги [ej] и [ow], соответственно, превращаются в монофтонги [е] и [о].